# The Metallica Blacklist
The Metallica Blacklist – tribute album różnych artystów, zawierający covery wszystkich utworów z albumu Metalliki z 1991 roku (powszechnie znanego jako The Black Album). Kolekcja została wydana w związku z 30. rocznicą wydania oryginalnego albumu. Większość piosenek została powtórzona wielokrotnie, a w projekcie wzięło udział 53 artystów. Album został wydany w formatach cyfrowych 10 września 2021 roku, a w formatach fizycznych 1 października 2021 roku.

## Tło
Album stanowi część działań reklamowych obchodów 30 rocznicy wydania The Black Album i został wydany tego samego dnia, co luksusowa, zremasterowana wersja oryginalnego albumu. Miał być ilustracją wpływu, jaki The Black Album wywarł na muzyków z wielu różnych stylów muzycznych. Inspiracją było istnienie kilku wcześniejszych hołdów dla tego albumu, wydanych przez artystów grających gatunki od muzyki elektronicznej po muzykę klasyczną.
Przygotowując się do projektu, Metallica zaprosiła kilku muzyków takich jak The Warning, Hu i Rodrigo y Gabriela, którzy zyskali rozgłos dzięki wcześniejszym coverom różnych utworów Metalliki. Następnie Metallica zaprosiła artystów z różnych gatunków muzycznych, pokoleń i kultur, aby przedstawili unikalne interpretacje utworów. Zaproszeni artyści mogli wybrać, którą piosenkę zaśpiewają. Według oświadczenia zespołu „The Metallica Blacklist oferuje nowy wymiar albumu, którego oddziaływanie po raz pierwszy przyciągnęło zainteresowanie mainstreamu do Metalliki – i zapewnia nowy wgląd w uniwersalny i ponadczasowy urok, który ją tam utrzymał: przełomowy wpływ, jaki te 12 utworów wywarło na fanów i muzyków wszystkich gatunków.”.
Połowa dochodu ze sprzedaży każdej piosenki na albumie przekazywana jest na rzecz fundacji All Within My Hands należącej do Metalliki, a druga połowa na rzecz organizacji charytatywnej wybranej przez artystę.

## Album
Album w formacie fizycznym składa się z czterech płyt CD, lub 7 płyt winylowych. Każdy w jednolicie zaprojektowanym opakowaniu. Tylko piosenki „Of Wolf and Man” i „The Struggle Within” są w jednej wersji. Pozostałe piosenki z oryginalnego albumu mają od 2 do 12 wersji, dlatego łączny czas albumu to ponad 4 godziny.
„Don’ t Tread on Else Matters” wykonana przez SebastiAna łączy dwa różne utwory, „Don 't Tread on Me” I „Nothing Else Matters” w jeden cover. Najdłuższą wersją w albumie jest „Nothing Else Matters” w interpretacji Chrisa Stapletona.
Wszystkie utwory zostały opublikowane na platformie YouTube w formie teledysków z wizualizacją, do niektórych zostały wyprodukowane klasyczne teledyski.

## Odbiór
W serwisie Metacritic album uzyskał średnią ocenę 66/100 na podstawie 12 recenzji, co wskazuje na „ogólnie pozytywne recenzje”. Recenzje albumu były generalnie przychylne wskazując szeroką gamę gatunków muzycznych i często zaskakujące wybory wykonawców, ale z pewnymi zastrzeżeniami co do jego powtarzalności i niespójności. Metal Hammer zauważył, że istnieje zbyt wiele wersji niektórych piosenek, szczególnie „Enter Sandman „i” Nothing Else Matters”, ale stwierdził też, że album „podkreśla, jak w przeciwieństwie do jakiegokolwiek innego zespołu w historii, Metallica przekroczyła granice heavy metalu i stała się jednym z największych muzycznych dóbr kulturowych”. Metal Hammer podjął się również próby uszeregowania wszystkich 53 piosenek na albumie, stwierdzając, że najlepsza jest wersja „Nothing Else Matters” w wykonaniu Miley Cyrus, której towarzyszyli Elton John, Yo-Yo Ma, Andrew Watt, Chad Smith i obecny basista Metalliki, Robert Trujillo.
Pitchfork również wystawił albumowi mieszane recenzje, nazywając go „ogromnym i nierównym” oraz krytykując przewidywalne covery artystów hard rockowych i heavy metalowych, ale chwaląc te niejednoznaczne gatunkowo, takie jak te autorstwa japońsko-brytyjskiej piosenkarki pop Riny Sawayama i ghańsko-amerykańskiego muzyka Mosesa Sumneya. Magazyn Rolling Stone zwrócił uwagę na niektóre z bardziej eklektycznych coverów, na przykład te stworzone przez muzyka jazzowego Kamasi Washingtona i punkrockową supergrupę Off! W oddzielnej recenzji magazyn „Rolling Stone” stwierdził, że album jest godnym hołdem dla nieustającego wpływu płyty The Black Album.
Exclaim! zauważył, że nie wszystkie z 53 piosenek są w pełni satysfakcjonujące, ale pochwalił projekt za jego wkład w działalność charytatywną i uznał wersję „My Friend of Misery” Washingtona za najlepszy utwór na albumie. Magazyn Metal Injection nazwał album „kompletnie nową interpretacją jednego z najbardziej kultowych albumów wszech czasów” A magazyn NME określił go mianem „niestabilnej, ekscytującej mieszanki”, która zmusza słuchacza do wybrania ulubionej wersji każdej piosenki. Stwierdzono jednak, że album jest „fantastycznym hołdem dla jednego ze „świętych tekstów” metalu”.

### Wyniki na listach przebojów dla The Metallica Blacklist
| Lista                                    | Najwyższa pozycja |
| ---------------------------------------- | ----------------- |
| Austrian Albums (Ö3 Austria)             | 6                 |
| UK Compilation Albums (OCC)              | 4                 |
| Finnish Albums (Suomen virallinen lista) | 17                |
| Canadian Albums (Billboard)              | 44                |
| US Billboard 200                         | 103               |
| Spain (PROMUSICAE)                       | 77                |

## Lista utworów

### Dysk pierwszy
| Nr  | Tytuł utworu                 | Wykonawcy                                                | Długość |
| --- | ---------------------------- | -------------------------------------------------------- | ------- |
| 1.  | „Enter Sandman (cover 2021)” | Alessia Cara i The Warning                               | 4:24    |
| 2.  | „Enter Sandman”              | Mac DeMarco                                              | 5:46    |
| 3.  | „Enter Sandman”              | Ghost                                                    | 3:51    |
| 4.  | „Enter Sandman”              | Juanes                                                   | 4:53    |
| 5.  | „Enter Sandman”              | Rina Sawayama                                            | 5:34    |
| 6.  | „Enter Sandman”              | Weezer                                                   | 5:34    |
| 7.  | „Sad but True (live)”        | Sam Fender                                               | 3:51    |
| 8.  | „Sad but True”               | Jason Isbell and the 400 Unit                            | 4:30    |
| 9.  | „Sad but True”               | Mexican Institute of Sound z udziałem La Perla i Gera MX | 4:31    |
| 10. | „Sad but True”               | Royal Blood                                              | 5:29    |
| 11. | „Sad but True”               | St. Vincent                                              | 4:12    |
| 12. | „Sad but True”               | White Reaper                                             | 5:23    |
| 13. | „Sad but True”               | YB (zespół)                                              | 4:03    |
|     |                              |                                                          | 1:02:01 |

### Dysk drugi
| Nr  | Tytuł utworu       | Wykonawcy                              | Długość |
| --- | ------------------ | -------------------------------------- | ------- |
| 1.  | „Holier than Thou” | Biffy Clyro                            | 5:10    |
| 2.  | „Holier than Thou” | The Chats                              | 2:26    |
| 3.  | „Holier than Thou” | Off!                                   | 3:04    |
| 4.  | „Holier than Thou” | PUP                                    | 3:56    |
| 5.  | „Holier than Thou” | Corey Taylor                           | 4:11    |
| 6.  | „The Unforgiven”   | Cage the Elephant                      | 5:54    |
| 7.  | „The Unforgiven”   | Vishal Dadlani, Divine, Shor Police    | 4:21    |
| 8.  | „The Unforgiven”   | Diet Cig                               | 4:47    |
| 9.  | „The Unforgiven”   | Flatbush Zombies z udziałem DJ Scratch | 4:37    |
| 10. | „The Unforgiven”   | Ha*Ash                                 | 4:06    |
| 11. | „The Unforgiven”   | José Madero                            | 4:01    |
| 12. | „The Unforgiven”   | Moses Sumney                           | 5:34    |
|     |                    |                                        | 52:07   |

### Dysk trzeci
| Nr  | Tytuł utworu                  | Wykonawcy                                                                      | Długość |
| --- | ----------------------------- | ------------------------------------------------------------------------------ | ------- |
| 1.  | „Wherever I May Roam”         | J Balvin                                                                       | 2:39    |
| 2.  | „Wherever I May Roam”         | Chase & Status z udziałem Backroad Gee                                         | 3:07    |
| 3.  | „Wherever I May Roam”         | The Neptunes                                                                   | 3:57    |
| 4.  | „Wherever I May Roam”         | Jon Pardi                                                                      | 6:45    |
| 5.  | „Don’t Tread on Else Matters” | SebastiAn                                                                      | 5:54    |
| 6.  | „Don't Tread on Me”           | Portugal. The Man z udziałem Aaron Beam                                        | 4:14    |
| 7.  | „Don’t Tread on Me”           | Volbeat                                                                        | 3:39    |
| 8.  | „Through the Never”           | The Hu                                                                         | 4:07    |
| 9.  | „Through the Never”           | Tomi Owó                                                                       | 3:06    |
| 10. | „Nothing Else Matters”        | Phoebe Bridgers                                                                | 4:35    |
| 11. | „Nothing Else Matters”        | Miley Cyrus z udziałem Watt, Elton John, Yo-Yo Ma, Robert Trujillo, Chad Smith | 6:37    |
| 12. | „Nothing Else Matters”        | Dave Gahan                                                                     | 5:09    |
| 13. | „Nothing Else Matters”        | Mickey Guyton                                                                  | 4:31    |
| 14. | „Nothing Else Matters”        | Dermot Kennedy                                                                 | 3:01    |
| 15. | „Nothing Else Matters”        | Mon Laferte                                                                    | 5:56    |
|     |                               |                                                                                | 1:07:17 |

### Dysk czwarty
| Nr  | Tytuł utworu           | Wykonawcy          | Długość |
| --- | ---------------------- | ------------------ | ------- |
| 1.  | „Nothing Else Matters” | Igor Levit         | 5:12    |
| 2.  | „Nothing Else Matters” | My Morning Jacket  | 3:26    |
| 3.  | „Nothing Else Matters” | PG Roxette         | 3:49    |
| 4.  | „Nothing Else Matters” | Darius Rucker      | 6:53    |
| 5.  | „Nothing Else Matters” | Chris Stapleton    | 8:15    |
| 6.  | „Nothing Else Matters” | Tresor             | 6:24    |
| 7.  | „Of Wolf and Man”      | Goodnight, Texas   | 3:24    |
| 8.  | „The God That Failed”  | Idles              | 3:56    |
| 9.  | „The God That Failed”  | Imelda May         | 4:04    |
| 10. | „My Friend of Misery”  | Cherry Glazerr     | 3:31    |
| 11. | „My Friend of Misery”  | Izïa               | 4:25    |
| 12. | „My Friend of Misery”  | Kamasi Washington  | 6:47    |
| 13. | „The Struggle Within”  | Rodrigo y Gabriela | 4:00    |
|     |                        |                    | 1:04:06 |